# Kids (MGMT)
Kids è il terzo singolo della band statunitense MGMT, estratto dal loro album di debutto Oracular Spectacular. È stato pubblicato il 13 ottobre 2008, è presente nella colonna sonora dei videogiochi FIFA 09 e di Forza Horizon 4. È presente inoltre nella colonna sonora del film Whip It, diretto da Drew Barrymore.

## Tracce
1. Kids – 5:02
2. Kids (Soulwax Remix) – 5:42
3. Of Moons, Birds & Monsters (Holy Ghost! Remix) – 6:16

## I remix dei Pet Shop Boys
I Pet Shop Boys realizzarono due remix della canzone, il Synthpop mix e il Abstrakt mix. Gli MGMT, tuttavia, decisero di non pubblicarli. Fu possibile ascoltare i due brani sul sito web dei Pet Shop Boys solo per pochi giorni.

## Cover
Il direttore d'orchestra nonché pianista Maxence Cyrin ha prodotto una cover del brano in chiave pianistica nel suo album Novö Piano.